# La Esperanza (Guatemala)
La Esperanza è un comune del Guatemala facente parte del dipartimento di Quetzaltenango.
Il comune venne istituito il 7 aprile 1910.